# ジャバラ
ジャバラは、ミカン属の柑橘類の1種で、ユズや九年母（くねんぼ）などの自然交雑種である。原産地は和歌山県東牟婁郡北山村。強烈な酸味と苦味を生かして、北山村が村おこしに活用している。

## 概要
遅くとも江戸時代の頃より北山村で庭先栽培されてきた。1979年に品種登録され、村営農場で1985年に初収穫を得た。1997年に種苗法上の品種登録は失効しているが、「じゃばら（邪払、蛇腹）」の名称は商品のカテゴリーによっては村を権利者として商標登録されているものもある。
5月頃に開花して実をつけて、11月下旬から2月上旬頃に収穫される。じゃばらの名前は、「邪気を払うほどに酸っぱい」ことから、「邪」を「祓う」という意味で名付けられたといわれる。
種としての学名 (Citrus jabara hort. ex Y. Tanaka) の記載は田中諭一郎による。ただし、現在の分類学上、真正の種としては一般に認識されない。
日本における2010年の収穫量は119.3 トンで、県別で見ると和歌山県（北山村、紀の川市、有田郡など）の生産が100.5 トンと全国の84%を占める。次いで三重県が10.5 トンで熊野市、紀北町が主要産地、愛媛県8.0 トン（今治市、宇和島市）、静岡県1.0 トン（牧之原市）、高知県0.3 トン（四万十町）と続く。

## 沿革
江戸時代から北山村の庭先に植樹されてきた。北山村竹原地区に加え、北山川の対岸、県境の向こうの三重県熊野市神川町花知地区にも、植えられていたとの考察がある。ちなみに北山村は日本で唯一、離島を除き同じ都道府県の他市町村と接していない飛び地の村である。
品種登録による育成者権は1997年に切れているが、それまでジャバラの産業は、低迷の一途をたどっていたため、その時点で他の自治体や農家がすぐにジャバラを栽培したり、商品を市場化したりする動きは見られなかった。1970年代に1軒だけ残った栽培農家の訴えにより、北山村は昭和60年代からジャバラの特産品化を試みたが、成果は芳しくなかった。2000年には村議会が「このままなら2年後にジャバラ事業から撤退する」と決めた。当時、島根県在住の女性が毎年20 kgも取り寄せ購入しており、2001年に村職員が理由を尋ねたところ「息子の花粉症に効く」という返答だった。村がインターネットを使いモニター調査したところ同様の感想が多く、その評判が広がって売り上げが増えた。2001年以降のネット販売の急成長を契機に、他県などでも後追い的に栽培が始められた。
- 1971年 - 田中諭一郎が、現地調査し、ユズ系の柑橘類と認定[4]
- 1977年 - 福田国三が、本種を北山村の特産品として出荷することを提言[2]
- 1979年 - 11月1日、当時の農産種苗法（現今の種苗法）において品種登録[2][10]
- 1982年 - 受粉の雑交配が少ない山間部に村営栽培地の造成を始める[2]
- 1985年 - 初収穫[2][4]
- 1997年 - 種苗法上の品種登録が失効（育成権の消滅）[11][10][注 1]
- 2001年 - 楽天市場でのネット販売を契機に需要が急増

## 利用
北山村では昔から正月料理（さんま寿司、昆布巻、海苔巻き）の調理の際、搾り汁を食酢の代用品として利用していた。生果や果汁は、そのような寿司酢や鍋物・湯豆腐用として出荷される。
また、ユズに比べて酸味が強いため、加工品に向いており、搾汁したものを冷凍貯蔵して、様々に利用される。完熟させると酸味がまろやかになる。加工製品の主力はドリンク系（飲料、サイダー、100%果汁やジャバラワイン）で、他にもポン酢やジャム、マーマレード、ゼリーなどに加工される。北山村で収穫される約100トンは村営の加工場でほぼ余すところなく利用され、加工品は約30種類に達している。果皮もパウダーにして販売されている。またUHA味覚糖からジャバラ果汁を配合した「邪払のど飴」が発売されている。
ジャバラの果実にはナリルチンなどのフラボノイドが含有されており、ジャバラには花粉症の症状改善効果があるのではないかと報告されている）。